# 14571 Caralexander
14571 Caralexander là một tiểu hành tinh vành đai chính thuộc hệ Mặt Trời. Được phát hiện ngày 17 tháng 8 năm 1998, it has a semi-major axis of 2.5928363 AU, an eccentricity of 0.1559459, an average orbital speed of 18.49959409 km/s, và độ nghiêng quỹ đạo là 5.38775°.
Nó được đặt theo tên Carolyn Alexander giám khảo vòng chung kết ở 2002 Cuộc thi khoa học trẻ kênh Discovery.